# Geumcheon-gu
Geumcheon-gu (Hangul: 금천구, Hanja 衿川區:, Hán Việt: Câm Xuyên khu) là một quận (gu) của thủ đô Seoul, Hàn Quốc. Quận này có diện tích 13,01 km2, dân số 256.966 người, nằm ở sông Han. Quận được chia ra các đơn vị hành chính. Quận này được lập năm 1995 từ quận láng giềng Guro-gu.

## Phân cấp hành chính
- Gasan-dong (가산동 加山洞 Gia Sơn động)
- Doksan-dong (독산동 禿山洞 Ngốc Sơn động)
- Siheung-dong (시흥동 始興洞 Thủy Hưng động)

## Vận chuyển

### Đường sắt
Korail
- Tàu điện ngầm vùng thủ đô Seoul tuyến số 1 (Tuyến Gyeongbu)
(Guro-gu) ← Phức hợp kỹ thuật Gasan—Doksan—Văn phòng Geumcheon-gu (trước là Ga Siheung) → (Anyang)

Seoul Metro
- Tàu điện ngầm Seoul tuyến số 7
(Guro-gu) ← Phức hợp kỹ thuật Gasan → (Gwangmyeong)

## Thành phố kết nghĩa
- Baoshan[cần định hướng], Trung Quốc
- Burwood, New South Wales, Úc
- Calamba City, Philippines
- Thành phố Jersey, Mỹ

## Liên kết
- Trang chính thức